# Aeroportul Dang
Aeroportul Dang (IATA: DNP, ICAO: VNDG) este un aeroport din Dang District⁠(d), Lumbini Province⁠(d), Nepal ce deservește zona Dang District⁠(d).
Situat la o altitudine de 640 m, aeroportul dispune de o singură pistă.